# Gråand
Gråanden (latin: Anas platyrhynchos) er en svømmeand, der er en almindelig ynglefugl i Danmark og mange andre steder på den nordlige halvkugle, hvor den lever i vådområder som byernes parker, og ofte optræder i flok. Gråanden er stamform til de fleste typer af tamænder, og den opdrættes i stort tal for at blive udsat i naturen før jagtsæsonen eller for at blive slagtet. Føden består af vandplanter og smådyr. Arten er desuden indført til områder på den sydlige halvkugle, hvor den nogle steder betragtes som en invasiv art.
Gråanden, også kaldet vildand, moseand eller stokand, er den mest almindelige and i Danmark, hvor den fortrinsvis er standfugl. Mange trækgæster fra bl.a. Skandinavien ses i vinterhalvåret og bestanden suppleres af opdrættede fugle, der udsættes med henblik på jagt.
Hannen er i pragtdragt mellem oktober og maj og kendes let på sin overvejende grå fjerdragt med grønt hoved, hvid halsring og brunt bryst, mens hunnen som hos mange andre ænder er brunt kamuflagefarvet. Ænder i parker kan være anderledes farvede (ofte mere eller mindre hvide), da de ofte er opblandet med tamænder.

## Beskrivelse
Gråanden er blandt de største af svømmeænderne med sine 50-60 centimeter fra næbspids til halespids og en vægt på 800 til 1400 gram. Vingefanget er 81-95 cm lang. Den kan leve helt op til 20 år. Hannen i Danmark vejer i gennemsnit omkring 1200 gram og hunnen lidt mindre.
Hannen (andrikken) i pragtdragt har metalskinnende grønt hoved, hvid halsring, brunt bryst og grålig underside og flanker. Gumpen er sort og nogle af halefjerene er sorte og danner en karakteristisk krølle, en såkaldt andrikkrølle. Næbbet er gult med sort næbnegl, undernæbbet er gulrødt ved grunden. Længden er cirka 53 millimeter.
Hunnen (anden) er brunt kamuflagefarvet og kendes fra andre svømmeænders hunner på de oftest orange partier på næbbet, sin kraftigere bygning, det blå vingespejl og de hvide halesider. Næbbet er mørkt på næbryg og negl, og er oftest orange i siderne. Næbbets farve kan dog variere og være næsten helt sort også i siderne. Længden er cirka 48 millimeter.
De unge fugle i deres første fjerdragt ligner hunnen, men er mørkere og tættere stribet uden U-formede tegninger og med gråbrunt næb uden mørke partier.
Fødderne er orangerøde. Som hos andre svømmeænder, i modsætning til fx dykænder, sidder fødderne næsten midt under kroppen, hvilket betyder, at den bevæger sig nogenlunde ubesværet på land, selvom gangen dog er vraltende.

### Stemme
Den velkendte "rappen" er hunnens stemme, der ofte høres i serier som quaark-quaark-quark-quack-quack..., der gradvist bliver svagere mod slutningen. Hannens stemme er et blødt queerp. Under hannens parringsspil høres et fløjtende fiih. Desuden høres et svagt ræb eller ræb-ræbb som kontaktkald mellem fødesøgende ænder.
I efterårsnætter høres ofte de uparrede hunners stemme (rappen), der er blevet kaldt decrescendostemmen. Som hos andre svømmeænder har ællingerne et langtrukkent såkaldt forladthedspip.

### Fjerdragten i detaljer
Den følgende detaljerede beskrivelse af gråandens fjerdragt er hovedsageligt hentet fra Danmarks Fauna af R. Hørring (1875 - 1943), bind 23 fra 1919.

#### Han i pragtdragt
Hoved og overhals er smukt skinnende metalgrønne, hvor det grønne på halsen nederst afsluttes af en skarp, hvid ring. Forryggen er rødligbrun og gråvatret, hvilket vil sige med fine, grålige bølgelinjer. Skuldrene og de forlængede skulderfjer er grå med mere eller mindre brunligt anstrøg og fint brunvatrede. Bagryggen er mørkebrun, overgumpen og overhaledækfjerene er sorte med svag grøn metalglans. Forhalsen og forbrystet er henholdsvis mørkere og lysere kastanjebrun, hvor forbrystet dog har hvidlige fjerkanter. Bagbryst, kropssider og bug er hvide og fint gråvatrede. Bageste del af undergumpen og underhaledækfjerene er sorte. Vingedækfjerene er brungrå, de nederste hvide med sorte spidser, hvilket derved danner et hvidt og et sort bånd foran det purpurblå, metalskinnende spejl, der også bagtil er kantet af et sort og et hvidt bånd; indadtil er det bredt kantet med fløjlssort. Håndsvingfjerene er brungrå og de inderste armsvingfjer har brede, gråt og rødligt mørkolivenbrune faner. De fire (eller to ) midterste styrefjer er sorte og opadrullede, mens de øvrige halefjer er grå med hvide kanter.

#### Hun
Issen er sort med små, gulbrune længdepletter. Det øvrige hoved og overhals er gulbrunligt hvide med en smal, sort længdeplet på hver fjer, dog med et mørkere strøg fra næbbet bagud gennem øjet. Hage og strube er uplettede og gulbrune. Ryg, skuldre og overgump er brunsorte med brede, gulbrune fjerkanter og tværbånd. Underhals og forbryst er rødligbrune med ringformede, mørkebrune midtpletter på fjerene. Kropssidens fjer er mørkebrune med brede, brungule fjerkanter. Bagbryst, bug og undergump er brunlighvide med sortebrune pletter. Vingedækfjerene er mørkt gråligbrune med lysere fjerkanter, hvor spejlet og dets indfatning dog er som hos hannen. De indre armsvingfjer er langt fra så brede og smukt farvede som hos hannen og uden rent askegråt.

#### Sommerdragt
I sommerdragten (eclipsedragten) ligner hannen en del hunnen, men har langt mørkere ryg, ensfarvet brunsort overgump, forbrystet langt mørkere og stærkere rødbrunt farvet. Bagbryst og bug har rundagtige, mørke pletter. Som regel findes lidt spor af vatring på forryg og kropssider og grønlige fjer i tindingerne. Vingedækfjerene er ensfarvede grå, mens spejlet og de smukke inderste armsvingfjer er uforandrede i forhold til pragtdragten.
Fældningen, der varer omkring seks uger, foregår for de gamle hanners vedkommende allerede i juni og juli, hvor de mister flyveevnen i fire uger. De bærer kun denne dragt i kort tid i ublandet form, idet de allerede fra august til ind i november igen får deres pragtdragt. Under denne fældning til pragtdragt mister de dog ikke deres sving- og styrefjer.
De gamle hunner fælder først til sommerdragt i august, når ungerne kan klare sig selv.

#### Unge fugle
Unge fugle ligner hunnen, men kan kendes på deres generelt mørkere farve, deres mattere spejl og deres mere gullige ben med mørk svømmehud. Halens styrefjer har desuden et slags indhak i spidsen, så spidsen af skaftet ses. De unge fugle fælder denne dragt i oktober. Dog får de unge hanner først deres første pragtdragt langt ind i november.

## Taksonomi og udviklingshistorie
Gråanden blev første gang videnskabeligt beskrevet af Carl von Linné i 1758. Han kaldte arten Anas platyrhynchos, hvor slægtsnavnet Anas på latin betyder 'and' og artsepitetet platyrhynchos betyder 'brednæbbet'.
Gråand parrer sig jævnligt med mere eller mindre nærtbeslægtede arter, hvilket fører til hybrider, som ofte er fuldt forplantningsdygtige. I Danmark kendes fx hybrider med pibeand, spidsand og skeand. Fra det østlige Nordamerika kendes hybrider med den nært beslægtede sortbrun and (Anas rubripes). Det er ret enestående, at afkommet mellem forskellige arter er fertilt. Gråanden og dens tamand-efterkommere er også fuldt indbyrdes forplantningsdygtige.
Gråandens og dermed mange andre andearters oprindelse synes at kunne spores til det nuværende Sibirien og området omkring Beringstrædet.

### Underarter
Indenfor taksonomien deles gråanden i to underarter, idet den grønlandske gråand regnes som underarten Anas platyrhynchos conboschas:
- A. p. conboschas, Grønland
- A. p. platyrhynchos, resten af udbredelsesområdet

Andre autoriteter regner dog med tre underarter.

## Udbredelse og levested
Gråanden er en meget udbredt art, der i Amerika yngler lige fra Alaska i nord til Mexico i syd og på vore længdegrader fra det nordligste Skandinavien til Nordafrika. Det naturlige udbredelsesområde omfatter næsten hele Europa, videre mod øst gennem Sibirien og det nordlige Asien til Japan samt i store dele af Nordamerika inklusiv Grønland. Det vil sige i hele den nordlige halvkugles tempererede og subtropiske zoner, foruden visse tropiske og arktiske områder. Desuden er gråanden indført til visse områder af både Australien og New Zealand.
Gråanden lever i alle slags vådområder, og er meget tilpasningsdygtig. Den yngler således både i lavvandede fjorde, damme, søer samt langs åer og mindre vandløb. Den kan også yngle ved havet tæt under land samt i mergel- og tørvegrave. Den er desuden blevet en hyppig byfugl, der yngler i parker. For alle steder gælder blot, at der skal findes vegetation, fx tagrør eller siv, langs bredden. Den foretrækker forholdsvis lavt vand med vandplanter.
I Danmark er gråanden en almindelig ynglefugl og den almindeligste blandt andefuglene. Man vurderede i 2000 bestanden til at ligge mellem 20.000 og 50.000 par. Desuden udsættes hvert år før jagtsæsonen flere hundrede tusinde fugle. Det blev fx i 2003 vurderet, at der hvert år udsættes 300.000-400.000 fugle, men tallet er uskkert.
De danske ynglefugle er del af den nordvesteuropæiske bestand på cirka 4,5 millioner fugle, der mødes i vinterkvartererne, hvor en opblanding mellem populationerne kan ske ved abmigration, da hanner kan danne par med hunner, der hører hjemme langt fra deres fødested.:106 
Gråanden er overvejende standfugl, mens 15 procent vurderes at være trækfugle, der overvintrer i Vesteuropa mod syd til Spanien. Arten er desuden en meget almindelig træk- og vintergæst fra Skandinavien, Finland, Vestrusland og Østersøegnene. Omstrejfende ungfugle kan ses allerede fra august, mens hovedtrækket kommer i oktober-november og vender tilbage i marts-april. Gråanden er en typisk vejrfugl, hvis træk bestemmes af vejret. Den er derfor særlig talrig i milde vintre.

## Føde
Gråanden æder både planter og smådyr og er alsidig i sit fødevalg. Næbbet er forsynet med lameller og tungen er trævlet, hvilket hjælper til at si vandet for føde, idet næbbet føres langs vandoverfladen, den såkaldte snadren. Gråanden ses ofte søge føde med hovedet nedad og halen i vejret, da den som andre svømmeænder ikke dykker efter føde. Kun i sjældne tilfælde, ved fx fare, ses den dykke. Den søger desuden føde på land.
I Danmark lever gråanden især af frø fra vandplanter som kogleaks, vandaks og sumpstrå, og den animalske føde består af muslinger, snegle, insekter og krebsdyr. Selvom planter normalt udgør hovedparten af føden, kan rugende hunner, ifølge en undersøgelse fra North Dakota, æde over 70 procent animalsk føde. Der findes desuden rapporter om, at gråænder kan tage større dyr som frøer. De halvtamme ænder i byernes parker får suppleret deres naturlige føde med brød medbragt af mennesker.
Ligesom hos andre andefugle sluges føden sammen med småsten, der i fuglens kråse (muskelmave) hjælper til at knuse fx plantefrø.
Allerede fra august samler gråænderne sig for at søge føde i flokke i større søer og fjorde. Om dagen holder de sig mere skjult og i ro, men ved solnedgang letter de, for at søge føde i mindre søer og moser, hvor de aftnen og natten igennem er i bevægelse. Flyvningen frem og tilbage mellem fødesøgningsstedet kaldes henholdsvis aftentræk og morgentræk. Især aftentrækket er et yndet tidspunkt for jægere at jage arten.

## Formering
Gråanden danner par på vinteropholdsstedet allerede fra det sene efterår. Når parret i februar-marts dirigeret af hunnen vender tilbage til den fremtidige yngleplads, skaber de sig et territorium, der består af en fri vandflade, et egnet redested samt en hvileplads. Hannen forsvarer området overfor andre par, hvor især hunnen forfølges. Reden placeres et sted, som er godt skjult og utilgængeligt for rovdyr, oftest på jorden nær vandet, men kan også være højt til vejrs i gamle kragereder eller i altankasser fjernt fra vandet. Den fores med mos, græs og dun, som hunnen tager fra sin egen fjerdragt.
Hunnen begynder at lægge æg i det tidlige forår. I Danmark sker det tidligst i midten af marts og som regel i første halvdel af april. For unge fugle begynder æglægningen ofte lidt senere. Rugningen foretages kun af hunnen, der efter nogle dage forlades af hannen og parret derved opløses. Denne tid kan være meget krævende for hunnen, da den lægger op til mere end halvdelen af sin egen vægt i æg. Hunnen behøver derfor meget hvile og et område, hvor den kan fouragere i fred. Der lægges normalt 10-12 æg, som udklækkes næsten samtidigt efter cirka 28 dage. Gråandens reder er indimellem mål for redesnyltere, hvis lejligheden skulle byde sig for arter som spidsand, knarand, skeand, havlit eller andre gråænder. De fremmede æg accepteres generelt, hvis de ligner gråandens egne. 
Når ungerne er tørre efter klækningen fører hunnen dem til vandet. Fra resterne af blommesækken har de næring til de første to døgn, og med kropsfedtet kan de klare sig helt uden føde i en uge. De er dog meget sårbare for kulde uden fedt under huden. Ungerne er i stand til at svømme og søge føde umiddelbart efter udklækning og præges af moderen, således at de følger hende overalt. Prægningen betyder, at ungerne blindt følger, hvad de først har opfattet som deres mor. Eksperimenter har fx vist, at ællinger udruget kunstigt vil følge et menneske overalt, som om det var deres mor, også selvom de senere introduceres for en rigtig and. Den første uge er ungerne helt afhængige af moderens beskyttelse og varme. På grund af prægningen vil de dog blive hos hende helt indtil de er flyvefærdige efter 50-60 dage, og i denne periode lærer de omgivelserne at kende. Juvenile gråænder lærer deres trækrute at kende ved at følge voksne ænder.
I løbet af hunnens rugetid fortrækker hannen normalt til et uforstyrret sted som en tilgroet mose eller lignende, for snart herefter (fra juni) at indlede fældningsperioden sammen med andre hanner. Dog forbliver hannerne der yngler i parker i området, og kan her eventuelt deltage i "massevoldtægt" af uparrede hunner. I tiden efter at have forladt sin mage har hannen stadig sin kønsdrift i behold, hvilket kan have praktisk betydning, hvis en rede ødelægges af fx et rovdyr og en hun derfor har brug for at lægge et nyt kuld æg, som kræver fornyede parringer. Hanner, undertiden i samlet flok, kan finde på at parre sig, eller i det mindste forsøge sig med både enlige hunner og hunner, der ligger på rede og blot har afbrudt rugningen for at søge føde. Denne voldtægtslignende parringsadfærd udøves også på nærtstående arter eller endog andre hanner.

### Parringsspil og parring
Gråandens parringsspil er studeret grundigt og beskrives i det følgende som beskrevet af zoologen Knud Paludan. Især hannen er kendt for at udføre flere forskellige slags spil. De ses allerede fra om efteråret, når fuglene kan befinde sig langt fra deres fremtidige ynglepladser. De danske fugle er oftest standfugle, der dog samles efterår og vinter i større søer eller i fjorde og vige. Spillet mellem magerne der dels knytter dem sammen, og dels leder forud for selve parringen, foregår blandt andet ved at de to ænder svømmende møder hinanden, mens de begge udfører en rituel drikkebevægelse med næbbet, det vil sige at de gentagne gange dypper næbbet i vandet. Dette kan for hannens vedkommende føre videre i en rituel vingepudsning, hvor næbbet føres under vingefjerenes skafter frembringende en svag, knurrende lyd. Hunnen udfører på sin side en karakteristisk, såkaldt ophidsningsceremoni, hvor der hurtigt efter hinanden udføres en række nikkebevægelser skråt bagud over skulderen samtidig med at en brægende lyd frembringes.
Umiddelbart inden parringen viser begge mager en adfærd, der kaldes pumpning, hvorunder hovedet i et ryk trækkes ind til kroppen og halsen derefter langsomt strækkes. Efter et stykke tid med denne adfærd viser hunnen sin parathed til parring ved at strække hals og hoved lige frem, lavt over vandet. Hannen klatrer da op på hunnens ryg og bider sig fast i nakkefjerene, hvorefter parringen fuldbyrdes. Til forskel fra de fleste andre fugle har andefuglehannen en penis, der normalt ligger indtrukket i kloakken. I øvrigt hænger længden af penisen for forskellige andefuglearter muligvis sammen med promiskuøs adfærd. Hunnen kan under parringen være presset så langt ned under vandoverfladen, at kun næbbet er over vandet. Umiddelbart efter parringens fuldbyrdelse basker hunnen med vingerne og hannen svømmer rundt om hunnen nikkende med strakt hals (nikkesvømning), mens han laver badebevægelser, baskende med vingerne.
Udover de parringsspil, der står i umiddelbar forbindelse med parringen, ses hannerne også udføre en række andre spil, der ofte betragtes af hunner i nærheden. Spillene indledes ofte med en såkaldt rundhovedstilling, der blandt andet er karakteriseret ved at hovedet trækkes ned mellem skuldrene og hovedets fjer rejses, så det næsten mister sin grønne farve. Dette følges af en rituel rysten af fjerdragten, der virker mere krampagtig end normalt. Herefter følger en af flere mulige spil, der kort kan beskrives således:
- Gryntefløjtet, hvor hannens forkrop løftes ud af vandet og halsen samtidig bøjes i en bue ned mod vandet, mens næbbet svinges fra side til side, så vand kan sprøjte ud til siderne. Adfærden afsluttes med et højt fløjt efterfulgt af en gryntende lyd, idet kroppen vender tilbage til normal stilling. Gryntefløjtet ses udført på næsten samme måde hos andre svømmeænder af slægten Anas.[6]
- Korthøjposituren indledes med at hannen udstøder et højt fløjt samtidig med at hals og hoved krænges bagover, halen peger lige op, overhaledækfjerene rejses og vingerne løftes, så andrikkrøllen er tydelig fra siden. Denne positur holdes kun i et kort øjeblik (cirka 1/20 sekund). Næbbet peges dog i længere tid mod en eventuel mage, ellers mod en anden hun. Spillet afsluttes med en nikkesvømning som efter parringen og en "baghoveddemonstration", hvor nakken vendes mod magen og nogle af hovedets fjer rejses og derved virker sorte, hvilket står i kontrast til den øvrige grønne farve.
- Ned-op-bevægelsen, hvor hannen først vipper forover med næbbet i vandet og bagpartiet hævet, for derefter at føre næbbet opad i en hurtig bevægelse, mens den udstøder et højt fløjt. Dette spil, der ofte udføres af flere hanner samtidigt, afsluttes af et par ræp-ræp-lyde.

Hunnen udfører også visse spil, f.eks. nikkesvømning som beskrevet ovenfor, hvor den svømmer ind mellem hannerne eller omkring en eller flere hanner. Det virker forstærkende på hannernes parringsspil.
Danner en han par med en hun i efterårets parringssæson, vil han følge hende tilbage til hendes yngleområde, selv om det skulle være langt fra, hvor han selv kommer fra. Hunnerne er således de ledende under trækket, og hannerne vil følge deres mage.

## Jagt og naturlige fjender
Mange rovdyr har gråænder som mulige byttedyr - de jages af andre fugle, pattedyr, krybdyr og fisk. Krager og ræve er i Danmark de mest dominerende dyr blandt gråandens naturlige fjender, når det gælder tab af reder (æg). Eksempler på andre naturlige fjender i Danmark er havørn, sølvmåge, mink, kat, fiskehejre, gedde og rotte. I øvrigt er gråanden et yndet jagtobjekt for jægere. Der blev fx i 2007 nedlagt omkring 546.000 fugle.
Jagttiden ligger fra 1. september til 31. december, dog indtil 31. januar på havet og langs kysterne.
I Nordvesteuropa vurderes den årlige dødelighed for voksne fugle at være omkring 48 procent i gennemsnit. Den forventede levetid for en voksen fugl er derfor i alt blot 1 år og seks måneder. Andre autoriteter angiver dog den årlige dødelighed til blot at være cirka 30 procent for voksne fugle, hvilket skulle være resultatet af især amerikanske undersøgelser på baggrund af ringmærkningsdata.
Dødeligheden er størst blandt hunner. Derfor ses et overskud af hanner.
Aldersrekorden for en vild, europæisk gråand tilhører en ringmærket fugl, der blev skudt 23 år og 3 måneder gammel.

## Tilpasningsevne og trussel mod andre ænder
I modsætning til mange andre andearter har gråanden kunnet drage fordel af menneskets stigende indflydelse på omgivelserne, selvom fx dræning af enge dog også har betydet tilbagegang. De trives nu ofte i menneskeskabte og -dominerede miljøer som parker og andre grønne områder.
Når opdrættede gråænder sættes fri i naturen på steder, hvor arten ikke hører naturligt hjemme, kan den true eksistensen af lokale nærtstående arter som fx i Sydafrika, hvor gulnæbbet and (Anas undulata) trues. Lokale arter frygtes nogle steder at blive helt udryddet, erstattet af hybrider. Gråanden kan producere fertilt afkom med omkring et halvt hundrede andre andefuglearter.
På New Zealand anses gråanden for en invasiv art.

## Billeder
- To fjer fra vingespejlet. En armsvingfjer og en vingedækfjer.
- En af andrikkens sorte halefjer med "krølle", kaldet andrikkrøller.
- Gråand. En hun fører sine unger.
- Gråand, han
- En gråand (han) spiser havregryn fra hånden.